# Marlioz
Marlioz és un municipi francès situat al departament de l'Alta Savoia i a la regió d'Alvèrnia-Roine-Alps. L'any 2007 tenia 630 habitants.

## Demografia

### Població
El 2007 la població de fet de Marlioz era de 630 persones. Hi havia 221 famílies de les quals 54 eren unipersonals (25 homes vivint sols i 29 dones vivint soles), 61 parelles sense fills, 102 parelles amb fills i 4 famílies monoparentals amb fills.
La població ha evolucionat segons el següent gràfic:
Habitants censats

### Habitatges
El 2007 hi havia 301 habitatges, 239 eren l'habitatge principal de la família, 45 eren segones residències i 16 estaven desocupats. 280 eren cases i 15 eren apartaments. Dels 239 habitatges principals, 203 estaven ocupats pels seus propietaris, 29 estaven llogats i ocupats pels llogaters i 8 estaven cedits a títol gratuït; 2 tenien una cambra, 12 en tenien dues, 17 en tenien tres, 59 en tenien quatre i 148 en tenien cinc o més. 218 habitatges disposaven pel capbaix d'una plaça de pàrquing. A 75 habitatges hi havia un automòbil i a 151 n'hi havia dos o més.

### Piràmide de població
La piràmide de població per edats i sexe el 2009 era:
| Homes | Edats   | Dones |
| ----- | ------- | ----- |
| 0     | 95 o +  | 0     |
| 0     | 90 a 94 | 0     |
| 4     | 85 a 89 | 0     |
| 0     | 80 a 84 | 4     |
| 4     | 75 a 79 | 0     |
| 32    | 70 a 74 | 16    |
| 8     | 65 a 69 | 12    |
| 4     | 60 a 64 | 0     |
| 8     | 55 a 59 | 12    |
| 8     | 50 a 54 | 4     |
| 20    | 45 a 49 | 24    |
| 32    | 40 a 44 | 12    |
| 16    | 35 a 39 | 20    |
| 24    | 30 a 34 | 20    |
| 8     | 25 a 29 | 12    |
| 0     | 20 a 24 | 8     |
| 20    | 15 a 19 | 8     |
| 28    | 10 a 14 | 16    |
| 36    | 5 a 9   | 4     |
| 24    | 0 a 4   | 12    |

## Economia
El 2007 la població en edat de treballar era de 411 persones, 331 eren actives i 80 eren inactives. De les 331 persones actives 309 estaven ocupades (176 homes i 133 dones) i 22 estaven aturades (13 homes i 9 dones). De les 80 persones inactives 21 estaven jubilades, 30 estaven estudiant i 29 estaven classificades com a «altres inactius».

### Ingressos
El 2009 a Marlioz hi havia 243 unitats fiscals que integraven 662,5 persones, la mediana anual d'ingressos fiscals per persona era de 23.586 €.

### Activitats econòmiques
Dels 24 establiments que hi havia el 2007, 1 era d'una empresa alimentària, 2 d'empreses de fabricació de material elèctric, 2 d'empreses de fabricació d'altres productes industrials, 7 d'empreses de construcció, 3 d'empreses de comerç i reparació d'automòbils, 2 d'empreses de transport, 1 d'una empresa d'hostatgeria i restauració, 1 d'una empresa d'informació i comunicació, 1 d'una empresa financera, 3 d'empreses de serveis i 1 d'una entitat de l'administració pública.
Dels 7 establiments de servei als particulars que hi havia el 2009, 1 era un taller de reparació d'automòbils i de material agrícola, 3 guixaires pintors, 1 fusteria, 1 lampisteria i 1 restaurant.
L'únic establiment comercial que hi havia el 2009 era una fleca.
L'any 2000 a Marlioz hi havia 17 explotacions agrícoles que ocupaven un total de 308 hectàrees.

## Equipaments sanitaris i escolars
El 2009 hi havia una escola elemental.

## Poblacions més properes
El següent diagrama mostra les poblacions més properes.